# Calicium salicinum
Calicium salicinum је крстолики лишај који се налази на дрвећу у југозападном региону Западне Аустралије.